# Cavezzo
Cavezzo là một đô thị ở tỉnh Modena thuộc vùng Emilia-Romagna, có vị trí cách khoảng 45 km về phía tây bắc của Bologna và khoảng 20 km về phía đông bắc của Modena. Tại thời điểm ngày 31 tháng 12 năm 2004, đô thị này có dân số 7072 người và diện tích 26,8 km².
Đô thị Bastiglia có các frazione (đơn vị cấp dưới): Motta và Disvetro.
Bastiglia giáp các đô thị: Carpi, Medolla, Mirandola, Novi di Modena, San Possidonio, San Prospero.